# Regionalpark Asveja

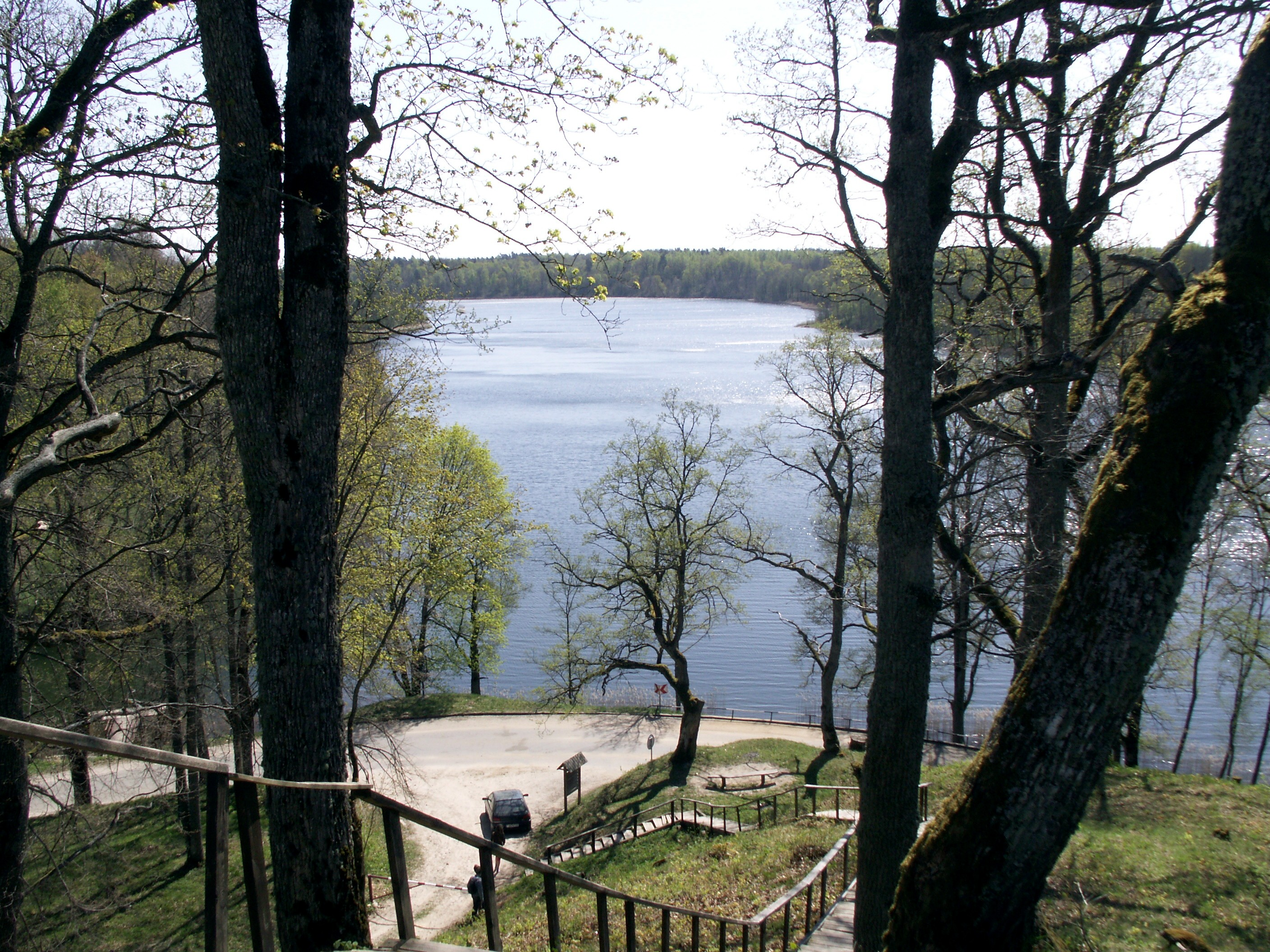
Asveja-See

Der Regionalpark Asveja ist ein Regionalpark im Osten Litauens und erstreckt sich über die Rajongemeinden Molėtai, Švenčionys und Vilnius. Der Park soll auf einer Fläche von 11 589 Hektar die eiszeitliche Landschaft mit etwa 30 Seen, mehreren Dörfern, der oben erwähnten Burg und einem historischen Schulhaus um den Ort Dubingiai herum schützen. Südlich des Naturschutzparks fließt der rechte Neriszufluss Žeimena in südwestlicher Richtung, über den man per Kanu oder Kajak die Neris erreichen kann. Der See Asveja ist Herzstück des Regionalparks. Der Park wurde im September 1992 eingerichtet. 